# Maître du Cardinal de Bourbon
Vous lisez un « bon article » labellisé en 2015.
Le Maître du Cardinal de Bourbon est un maître anonyme enlumineur actif en France entre 1470 et 1500. Son nom a été inspiré par le manuscrit évoquant la vie et les miracles de saint Louis enluminé à l'attention de Charles II de Bourbon, cardinal et archevêque de Lyon. Sa carrière reste très mal connue et repose en grande partie sur des hypothèses. D'origine flamande, il est formé dans l'orbite du groupe du Maître de Marguerite d'York dans la région de Bruges. Peut-être passé par Rouen dans les années 1470, il est installé à Paris à partir des années 1480, où il enlumine un grand nombre de manuscrits destinés à des proches du roi Louis XI. Il a été proposé de l'identifier à Guérard Louf, peintre et sculpteur d'Utrecht installé à Rouen, mais cette identification a depuis été remise en cause.
Son style est marqué par des encadrements de miniatures imitant l'architecture gothique, des personnages au physique marqué et au visage expressif, le goût des détails notamment vestimentaires et un souci de réalisme parfois sanglant, typique de l'enluminure flamande de son époque. Il utilise d'autre part des mises en scène complexes mêlant plusieurs perspectives dans une même image et compartimentant les miniatures, le tout mis en valeur par des couleurs chatoyantes. Ainsi, son style s'inspire à la fois de l'enluminure des Pays-Bas et de celle de Paris. Toutefois, il se montre original dans ses ouvrages majeurs, tels La vie de saint Louis ou la chronique du siège de Rhodes dans lesquels il développe des cycles iconographiques qui lui sont propres.
Au total, seize livres d'heures et dix autres manuscrits lui sont attribués entièrement ou partiellement. Il pourrait aussi avoir réalisé des modèles pour des gravures, de la peinture sur panneau et des peintures murales mais sans qu'aucune œuvre ne soit attestée de sa main.

## Constitution du corpus

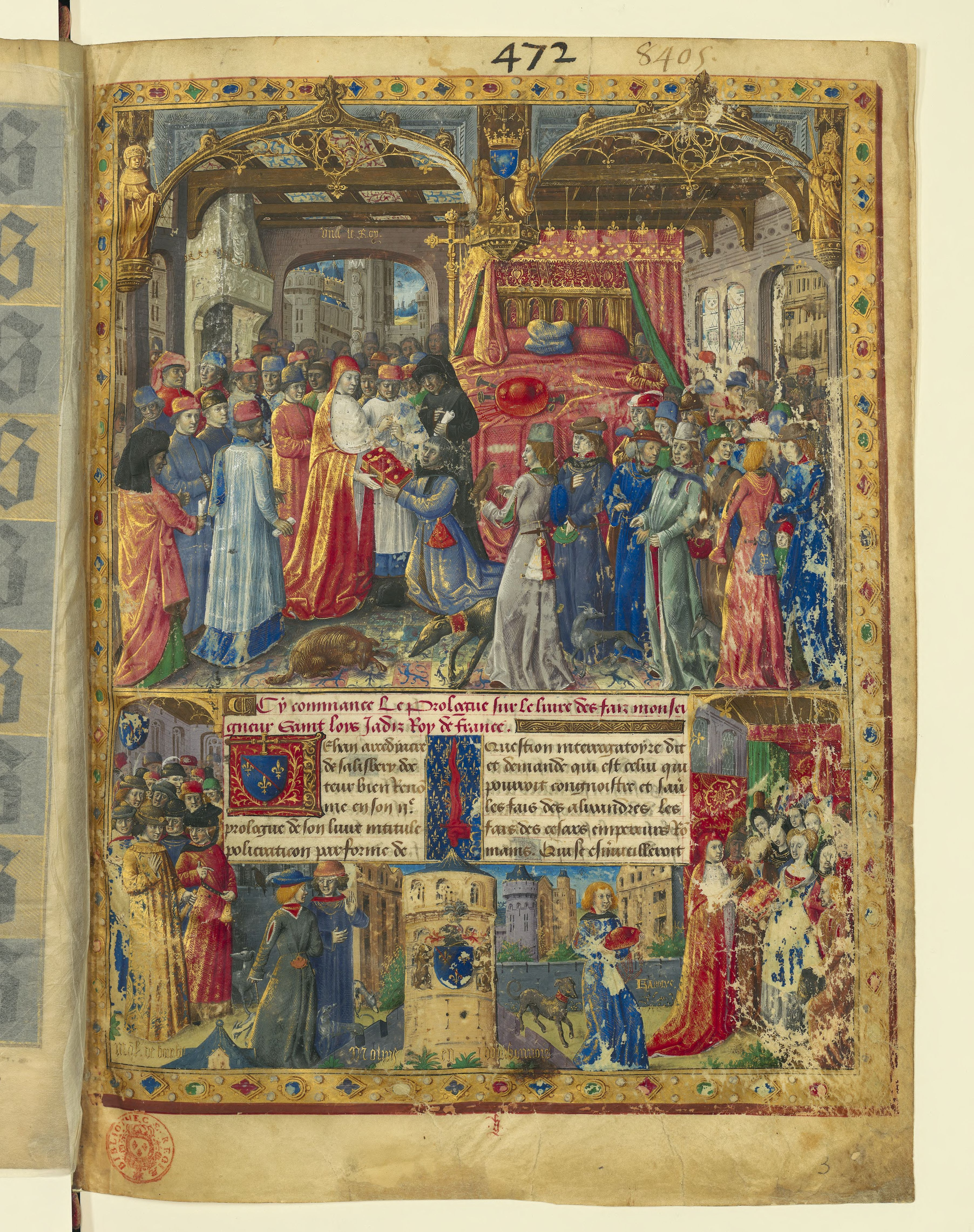
Le cardinal de Bourbon recevant l'ouvrage sur la vie de saint Louis et le remettant à une duchesse de Bourbon en bas, f.3r.

Le style de cet enlumineur est étudié dès 1935 dans une monographie consacrée à l'un de ses livres d'heures, les heures à l'usage de Mâcon de la collection Siraudin, mais aucun rapprochement n'est fait avec ses autres travaux. Il faut attendre 1982 pour que l'historien de l'art américain John Plummer établisse une liste de quatre ouvrages de sa main, dont les heures Siraudin et un pontifical conservé à la Morgan Library and Museum de New York. Il localise alors son activité en Bourgogne. À l'occasion de la publication d'un ouvrage consacré au Livre des faiz monseigneur saint Loys en 1990, François Avril lui attribue un nom de convention, le « Maître du Cardinal de Bourbon », en référence à Charles II de Bourbon, archevêque de Lyon et cardinal, commanditaire de cet ouvrage. L'historien français le situe alors plutôt à Paris et en profite pour ajouter trois autres livres d'heures à la liste des œuvres de l'artiste. Il complète le corpus de deux nouveaux manuscrits en 1993. Enfin, Isabelle Delaunay, dans sa thèse soutenue en 2000, complète encore le corpus avec l'aide de François Avril et le rapproche de différentes gravures. Elle propose une identification et sa localisation à Rouen. En 2010, Yolande Fouquet-Réhault soutient une thèse sur le maître anonyme permettant d'en préciser le style, les influences et les commanditaires. Dans le cadre de sa thèse d'histoire de l'art soutenue en 2015 au sujet du libraire parisien Antoine Vérard, Louis-Gabriel Bonicoli prolonge les conclusions de Delaunay concernant les gravures associées au Maître ou à son atelier et propose de nouvelles attribution dans ce sens (le corpus ainsi constitué s'élève à 868 matrices, réalisées entre 1485 et 1497).

## Éléments biographiques

### Une origine flamande
Le style des miniatures du Maître du Cardinal de Bourbon a été rapproché de l'enluminure flamande du XVe siècle et plus spécifiquement du style du Maître de Marguerite d'York. Plusieurs détails des miniatures du maître rappellent en effet des éléments propres à cet artiste ou à ses collaborateurs, et particulièrement le Maître du Jardin de vertueuse consolation ou encore le Maître du Fitzwilliam 268 dont il copie des motifs. De ce dernier, par exemple, il emprunte directement d'un livre d'heures à l'usage de Rouen de la collection de René Héron de Villefosse, la draperie de Marie-Madeleine au pied de la croix, reprise dans les Heures Le Clerc et le David en prière pour les heures de la librairie Tenschert. Comme eux, il fait preuve d'un goût pour les détails et l'anecdote, les paysages soignés. Tous ces éléments semblent indiquer que le maître pourrait avoir une origine brugeoise.

### Lieux d'activité et commanditaires

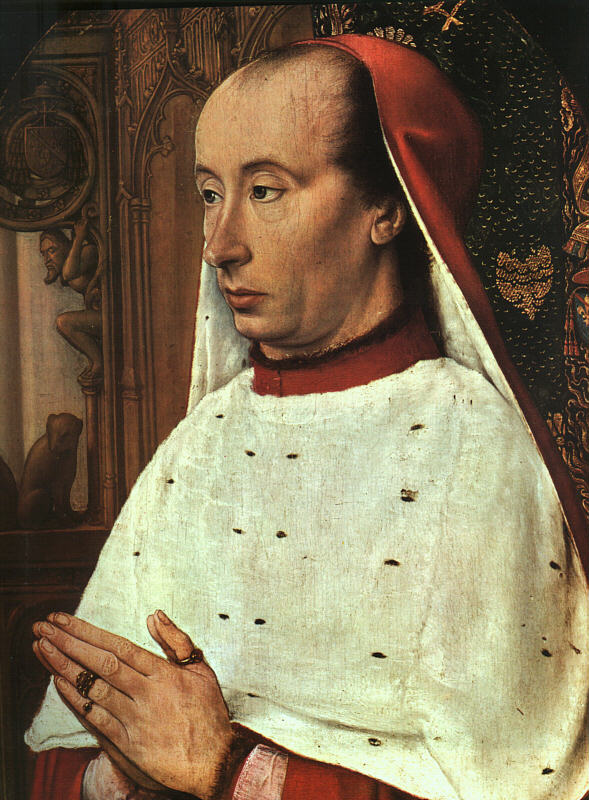
Portrait du cardinal Charles de Bourbon, par Jean Hey, Gemäldegalerie (Berlin).

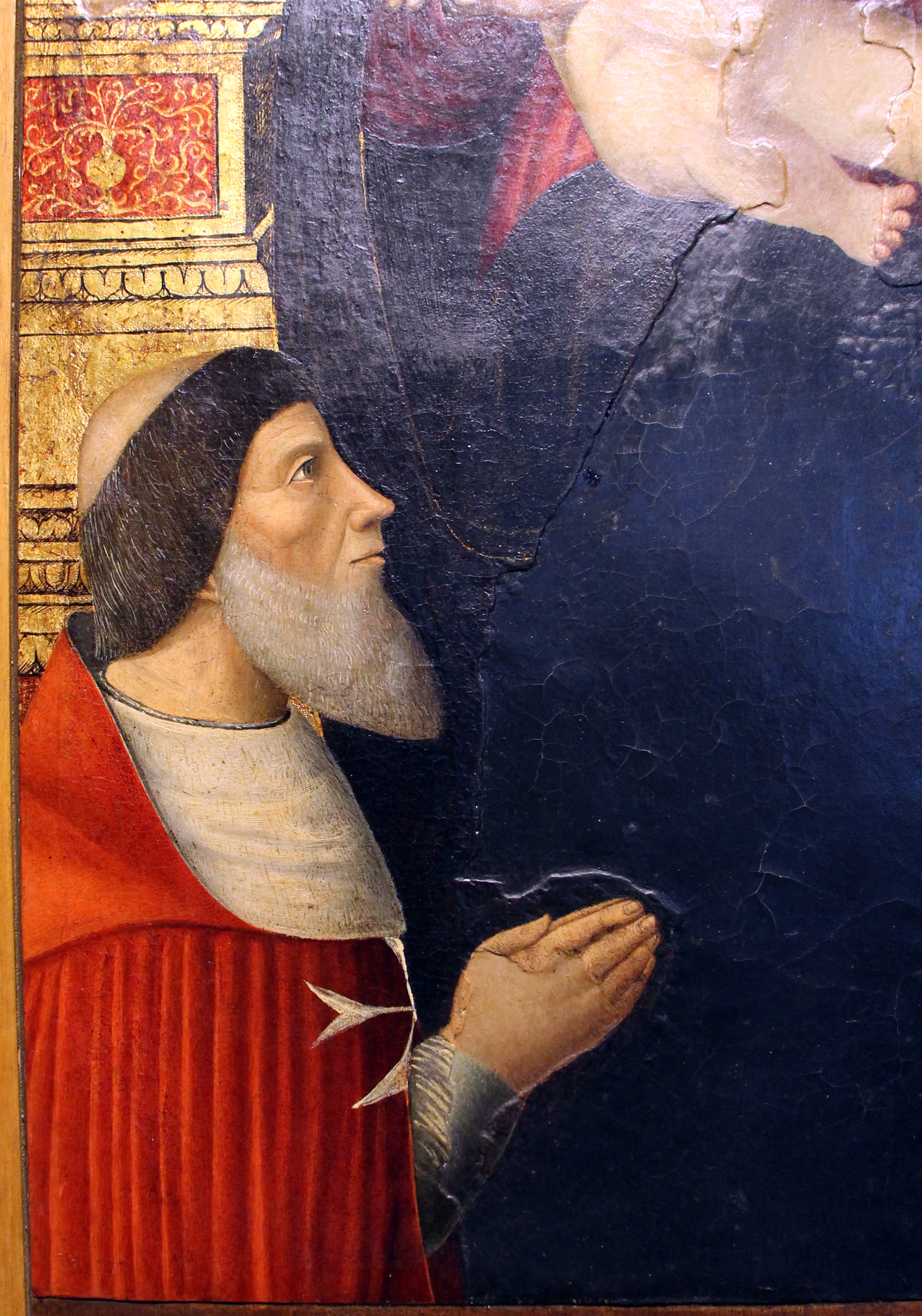
Pierre d'Aubusson, détail de la Vierge de la victoire de Giovanni Barbagelata, Gênes.

Isabelle Delaunay a émis l'hypothèse que l'artiste serait venu en France par Rouen dans les années 1470. À cette époque, les liens entre la capitale normande et les Flandres sont étroits et des édiles rouennais font appel à plusieurs reprises à des artistes du nord pour décorer des manuscrits. C'est le cas de Louis, bâtard de Bourbon, lieutenant général de Normandie et amiral de France qui commande un manuscrit sur la vie d'Alexandre aujourd'hui à la Bibliothèque nationale autrichienne et dans lequel Delaunay croit y voir notamment la main du maître. À l'inverse, des liens existent entre des commanditaires flamands et des artistes installés dans la région normande. Ainsi, Louis de Gruuthuse, prince et bibliophile brugeois, passe des commandes d'enluminures à Rouen, en particulier une miniature pour un manuscrit du Livre des tournois. Ces attributions ne font cependant pas l'unanimité et le passage par Rouen est mis en doute par plusieurs historiens de l'art.
Plus sûre est l'installation de l'artiste à Paris, pôle artistique incontournable à l'époque où une clientèle de toute la moitié nord de la France n'hésite pas à venir passer commande de livres. De nombreux artistes originaires de Flandre, et notamment des enlumineurs, s'y sont alors installés. Outre le Maître de Boucicaut et les Frères de Limbourg au début du XVe siècle, André d'Ypres et ses fils, figures incontournables de la place artistique parisienne à l'époque du Maître, sont eux aussi originaires des Pays-Bas. Le Maître du Cardinal de Bourbon se trouve sans doute à Paris dans les années 1480 et il intègre dans son style des éléments typiques de l'enluminure locale comme la mise en page cloisonnée des miniatures, par exemple remarquée chez Maître François. Plusieurs membres de l'entourage de Louis XI lui passent commande d'enluminures de manuscrits : outre Louis bâtard de Bourbon déjà cité, Antoine de Chourses, conseiller et chambellan du roi, lui commande au moins trois ouvrages avec sa femme Catherine de Coëtivy. Pierre Le Clerc, vraisemblable commanditaire du livre d'heures qui porte son nom, possède le même titre de conseiller du roi. Charles II de Bourbon, le cardinal qui a donné son nom au maître anonyme et commanditaire des miniatures d'une vie de saint Louis, est aussi un conseiller et principal négociateur diplomatique. Enfin, proche du souverain, se trouve Pierre d'Aubusson, grand maître de l'ordre de Saint-Jean de Jérusalem et commanditaire d'une chronique sur le siège de Rhodes. Tous ces personnages n'habitent pas Paris, mais à plusieurs reprises, ils viennent y commander des œuvres d'art.
Enfin, Isabelle Delaunay avance l'idée que l'artiste est sans doute passé par Amiens vers 1489-1490, où il a enluminé pour Pierre Versé, l'évêque de la ville à cette époque, un livre d'heures et peut-être un pontifical. Isabelle Delaunay lui attribue aussi et surtout les peintures du tombeau de Ferry de Beauvoir, alors réalisé dans le chœur de la cathédrale d'Amiens. Cette dernière hypothèse ne fait cependant pas l'unanimité, car le maître anonyme pourrait tout aussi bien s'être déplacé à Amiens de manière temporaire.

### Son identification
Isabelle Delaunay a avancé l'hypothèse que le maître puisse s'identifier à un artiste repéré dans les archives de Rouen, un certain Guérard Louf ou Gérard Loef, peintre et sculpteur originaire d'Utrecht arrivé dans la ville sans doute pour travailler sur le chantier de la cathédrale Notre-Dame. De fait, dès 1465, le chapitre de la cathédrale a fait appel à des artisans venus de Flandre et des Pays-Bas et, selon un document daté de 1472, Guérard Louf, résidant dans la capitale entre 1466 et 1475, a fondé une chapelle dans le cimetière de l'hôtel-Dieu de la ville où il a installé une confrérie des trépassés, constituée de peintres et de sculpteurs venus du nord.
Pour autant, cette identification ne fait pas l'unanimité, les sources semblant indiquer que l'artiste s'est définitivement installé à Rouen, alors que les manuscrits qui lui sont attribués montrent qu'il a quitté la ville dès 1480. De plus, les recherches de Caroline Blondeau sur le milieu artistique rouennais de la seconde moitié du XVe siècle ont permis de déterminer que ce Guérard Louf est mort peu après 1478, ce qui invaliderait l'hypothèse d'Isabelle Delaunay.

## Caractéristiques de son style
Plusieurs éléments permettent de distinguer les miniatures du Maître du Cardinal de Bourbon de celles des autres artistes de son époque. Par exemple, il a pour habitude d'utiliser très fréquemment autour de ses miniatures des bordures architecturales empruntant au gothique flamboyant, de représenter aussi des colonnes imitant le marbre et les ornements réticulés, c'est-à-dire prenant la forme d'une dentelle généralement de couleur or. De plus, il insère à plusieurs reprises des dessins dans les encadrements, en général de statues représentant des personnages ayant un lien symbolique avec l'épisode représenté, et adopte ponctuellement un cadre imitant l'orfèvrerie, avec des pierres précieuses et des perles. Cet usage est réservé aux miniatures représentant un sujet qui doit être particulièrement mis en avant dans l'ouvrage, comme dans les épisodes les plus importants de la Vie de saint Louis.

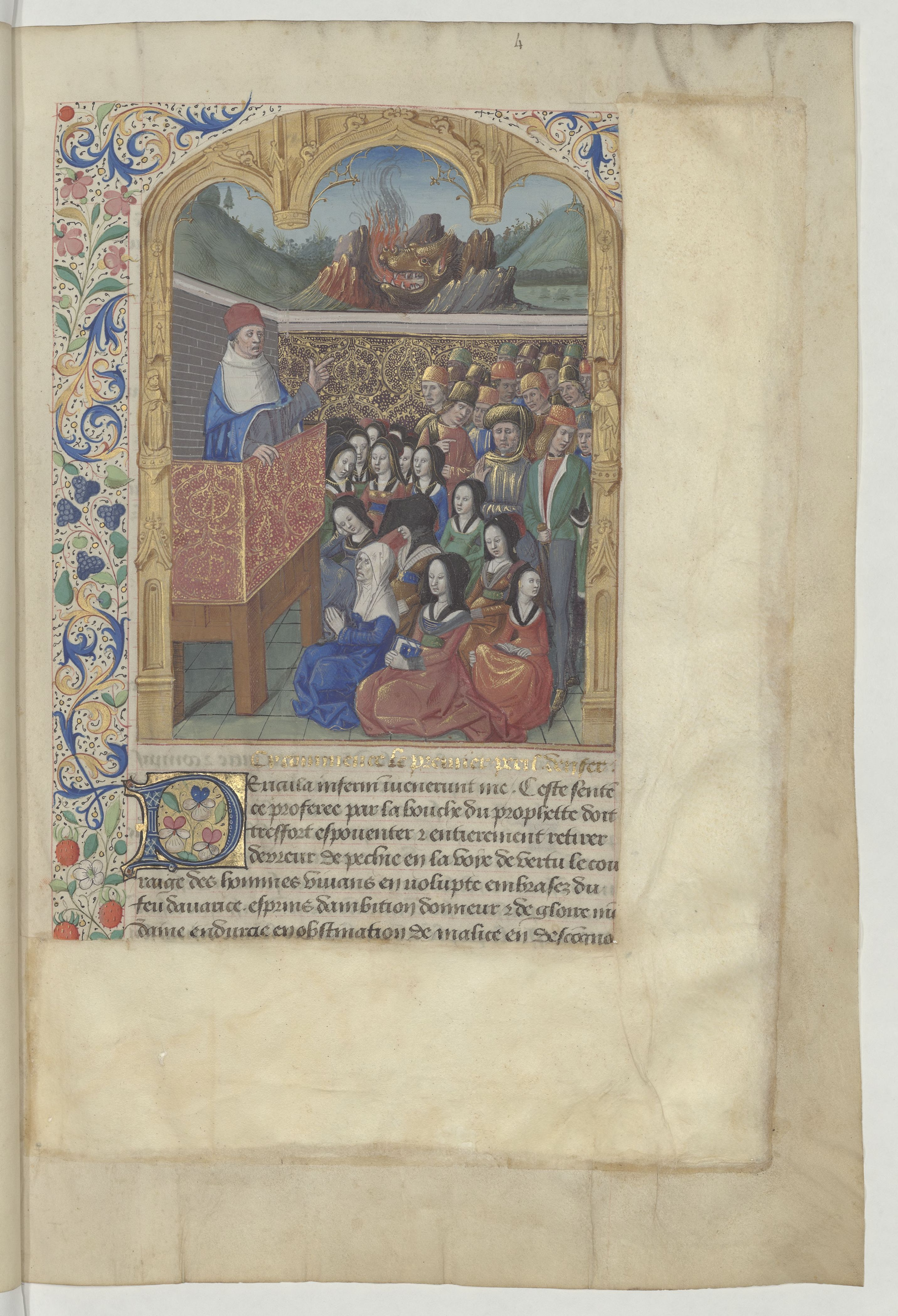
Cadre imitant l'architecture gothique avec deux statues, Douze périls de l'enfer, f.4r.
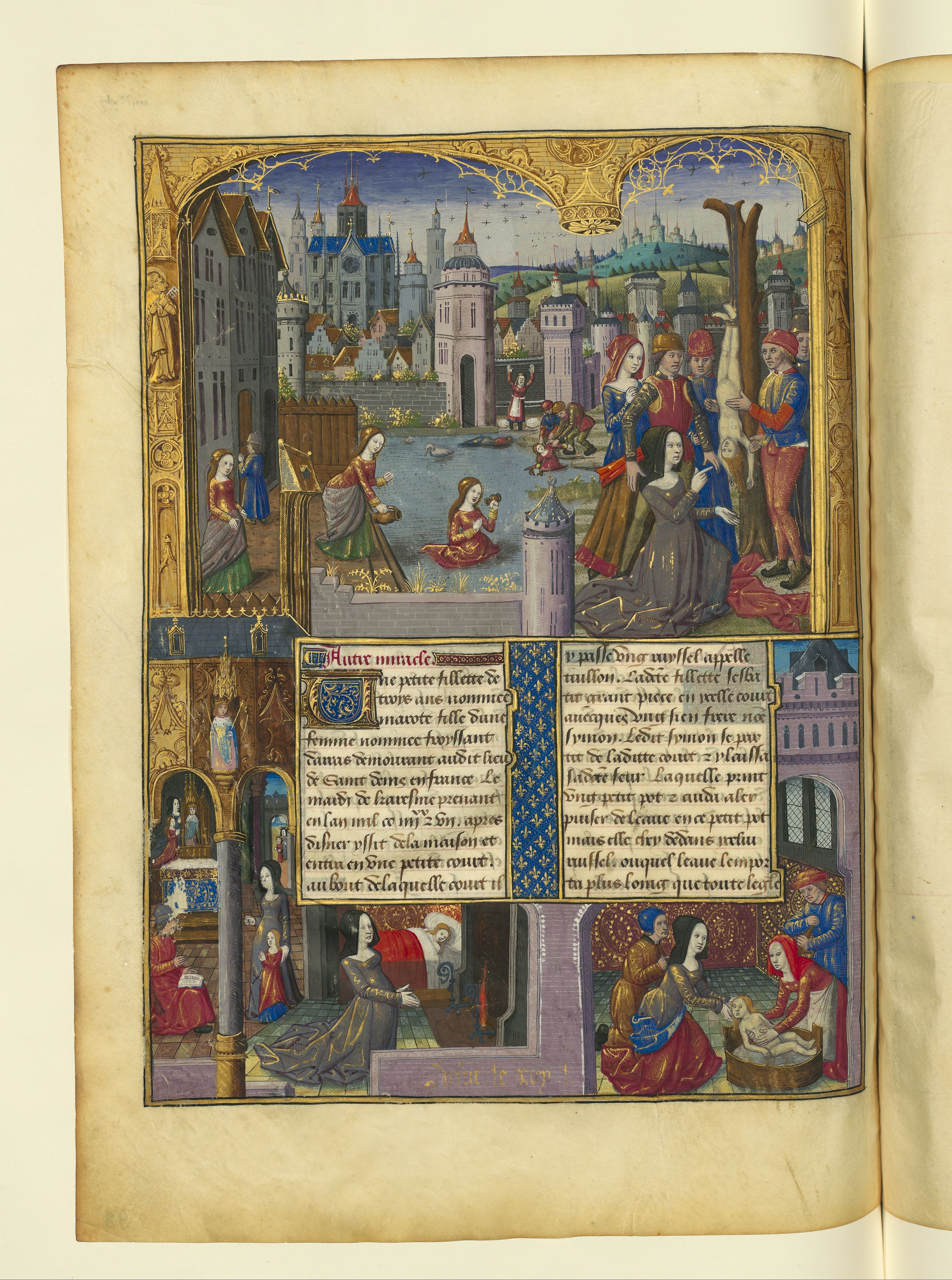
Cadre architectural réticulé de couleur or, miracle de saint Louis, f.98v.
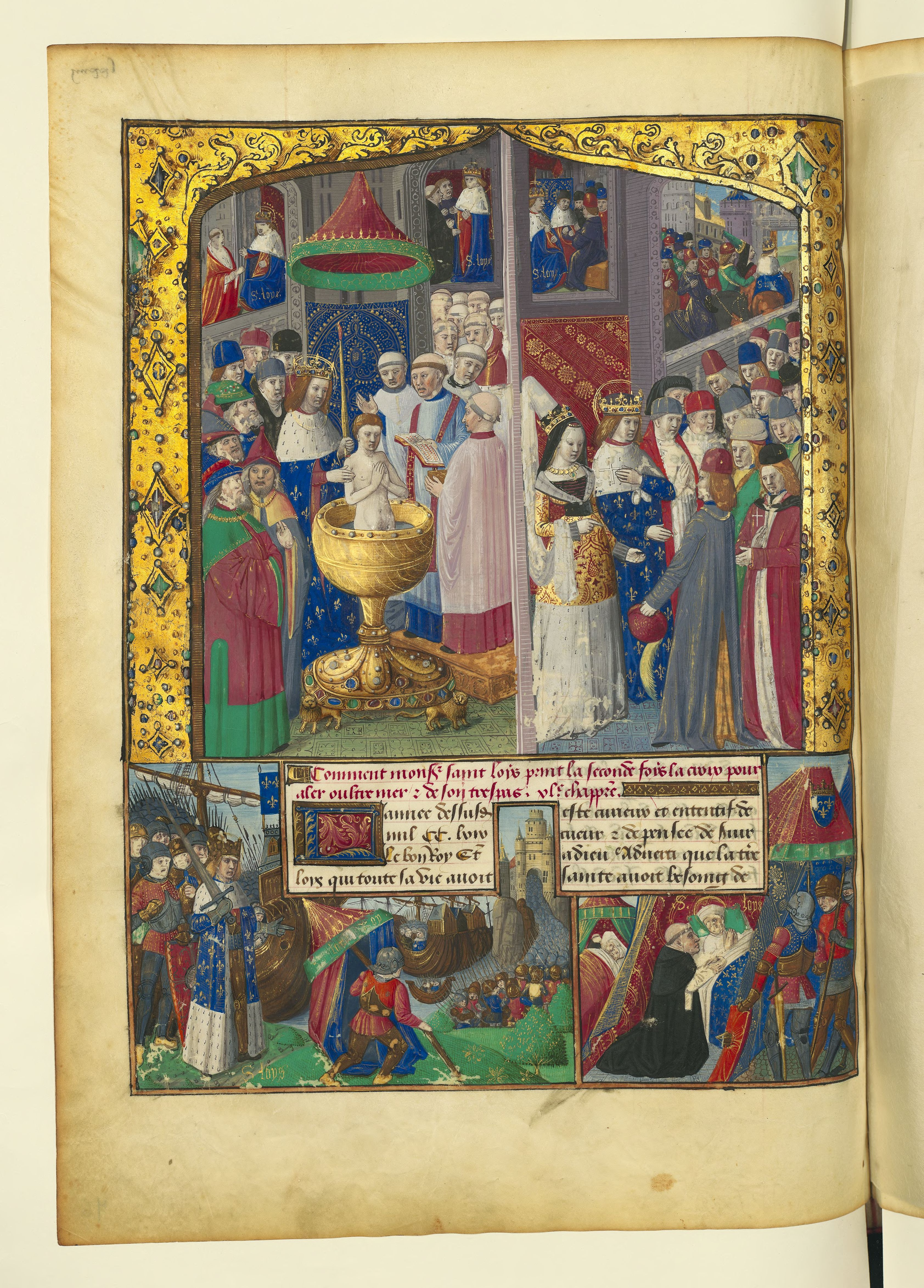
Cadre imitant l'orfèvrerie, La mort de saint Louis, f.76v.

La composition des miniatures participe à déterminer son style : ainsi, l'architecture des bâtiments compartimente les différentes scènes représentées. Ce procédé inventé par Maître François se retrouve fréquemment dans plusieurs de ses manuscrits comme dans la Vie de saint Louis, les heures de Mâcon ou encore la Geste de Rhodes. Il lui arrive aussi d'isoler certaines scènes par le biais d'un décor, par exemple un rocher en forme de pain de sucre, voire d'élaborer des mises en scène complexes à l'aide de perspectives variées comme des lignes de fuite multiples dans une même scène, des plans parallèles, ou, quand cela s'avère nécessaire, des plans rapprochés et coupés.

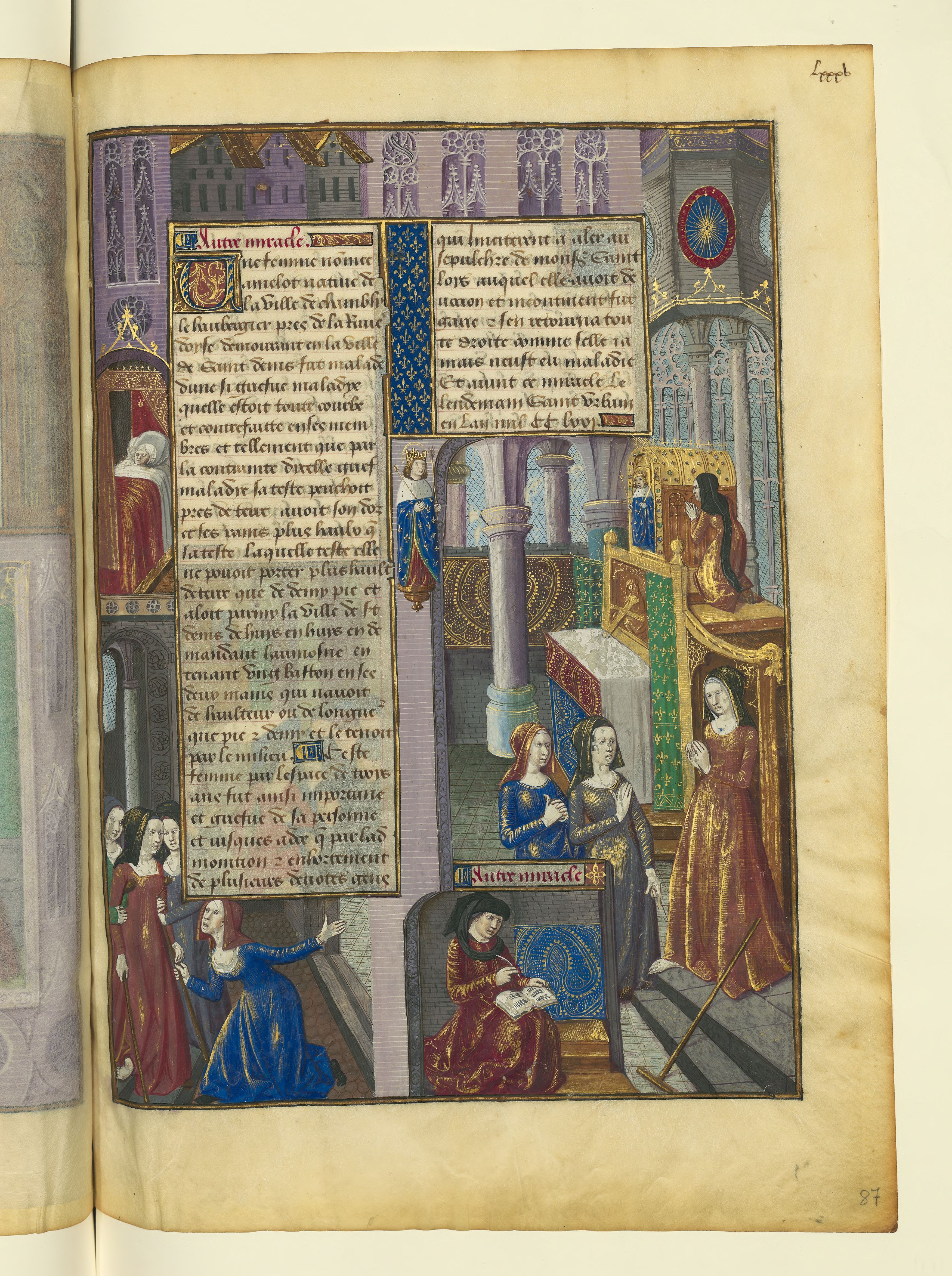
Exemple d'une mise en page découpée par l'architecture, guérison d'une paralytique devant le tombeau de saint Louis, f.87r.
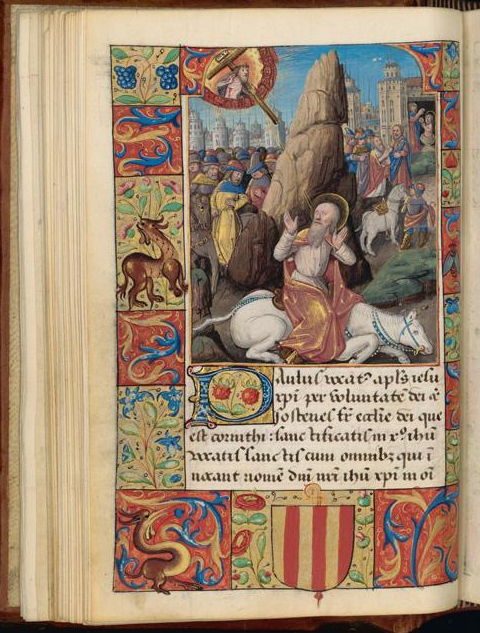
Rocher séparant trois scènes de la conversion de saint Paul, f.36v.
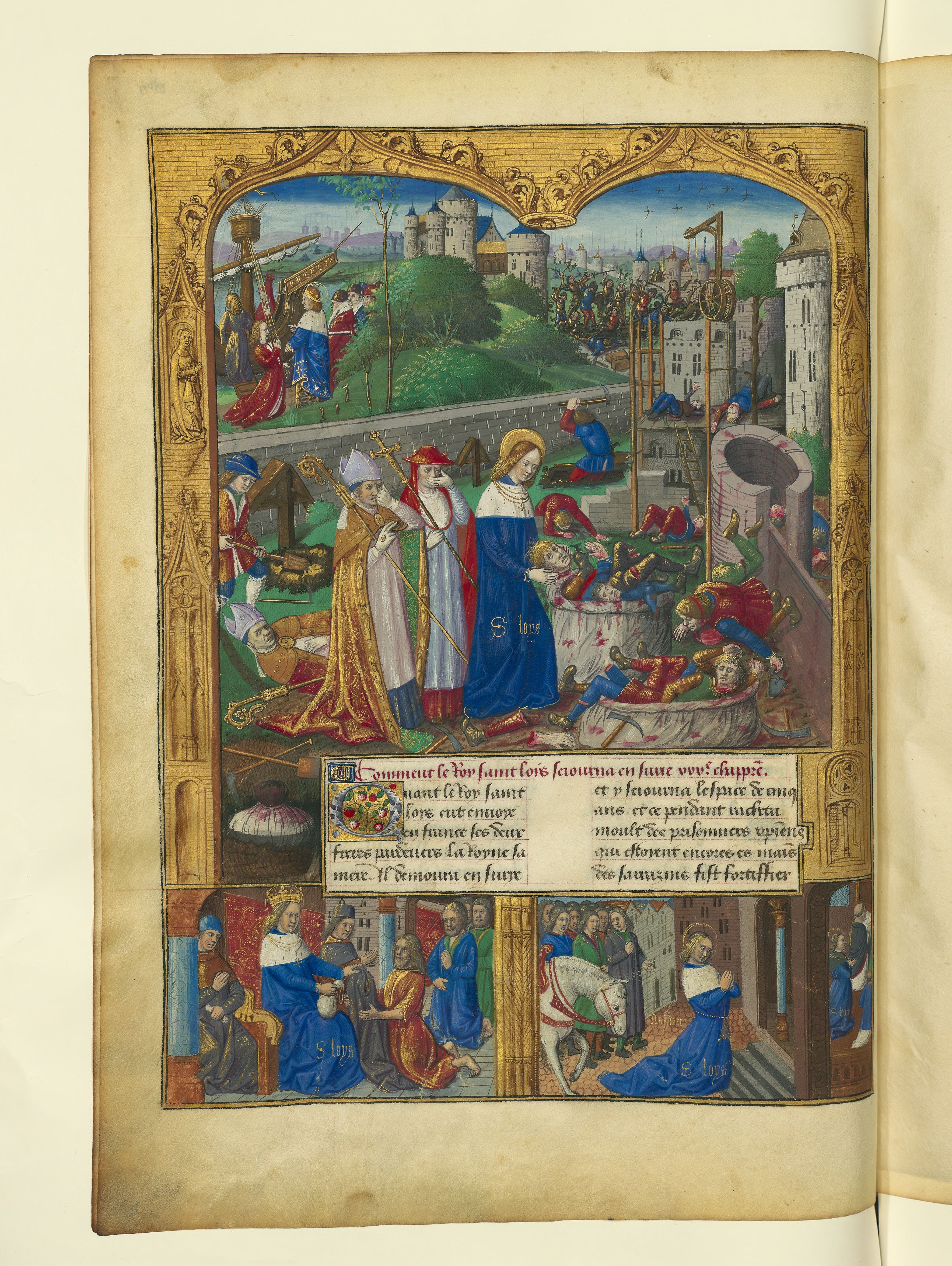
Exemple de mise en scène complexe dans une même image, le massacre des Chrétiens à Acre, f.49v

Le maître représente deux types de personnages caractéristiques : des silhouettes élancées, réservées le plus souvent aux jeunes ou aux militaires, et les silhouettes plus rondes et mieux proportionnées, réservées aux ecclésiastiques et écrivains. Leurs visages sont souvent expressifs mais rarement individualisés, comme c'est encore souvent le cas dans l'enluminure de l'époque. Il est néanmoins capable de peindre de véritables portraits réalistes pour les personnages les plus importants comme les commanditaires des manuscrits ou leur entourage. Tel le cas du cardinal de Bourbon et de certaines personnes de l'assemblée dans la Vie de saint Louis ou de Pierre d'Aubusson et de ses proches conseillers dans la Geste de Rhodes. D'autres portraits peuvent être individualisés, par exemple une Vierge, une amazone, un évêque.

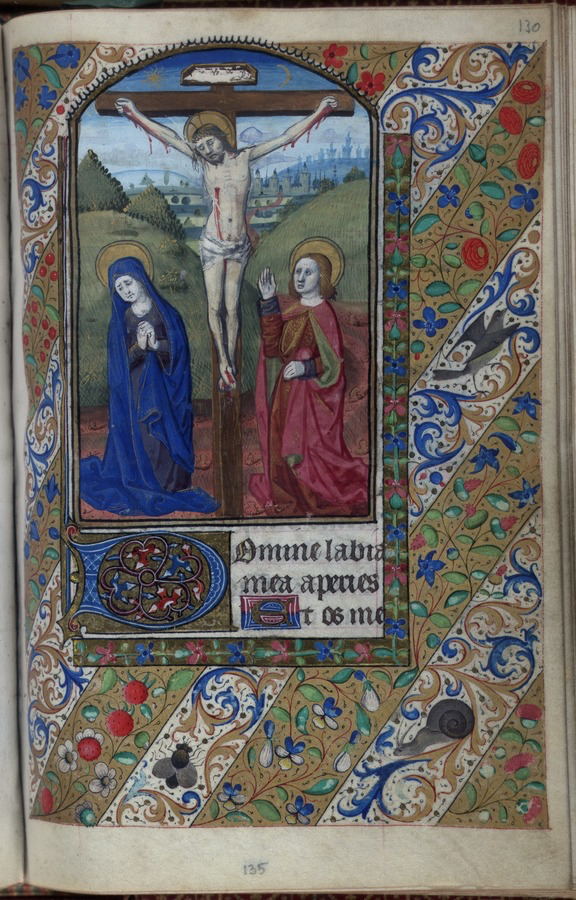
Exemple de visage expressif de la Vierge, crucifixion du livre d'heures de Leeds, f.130r.
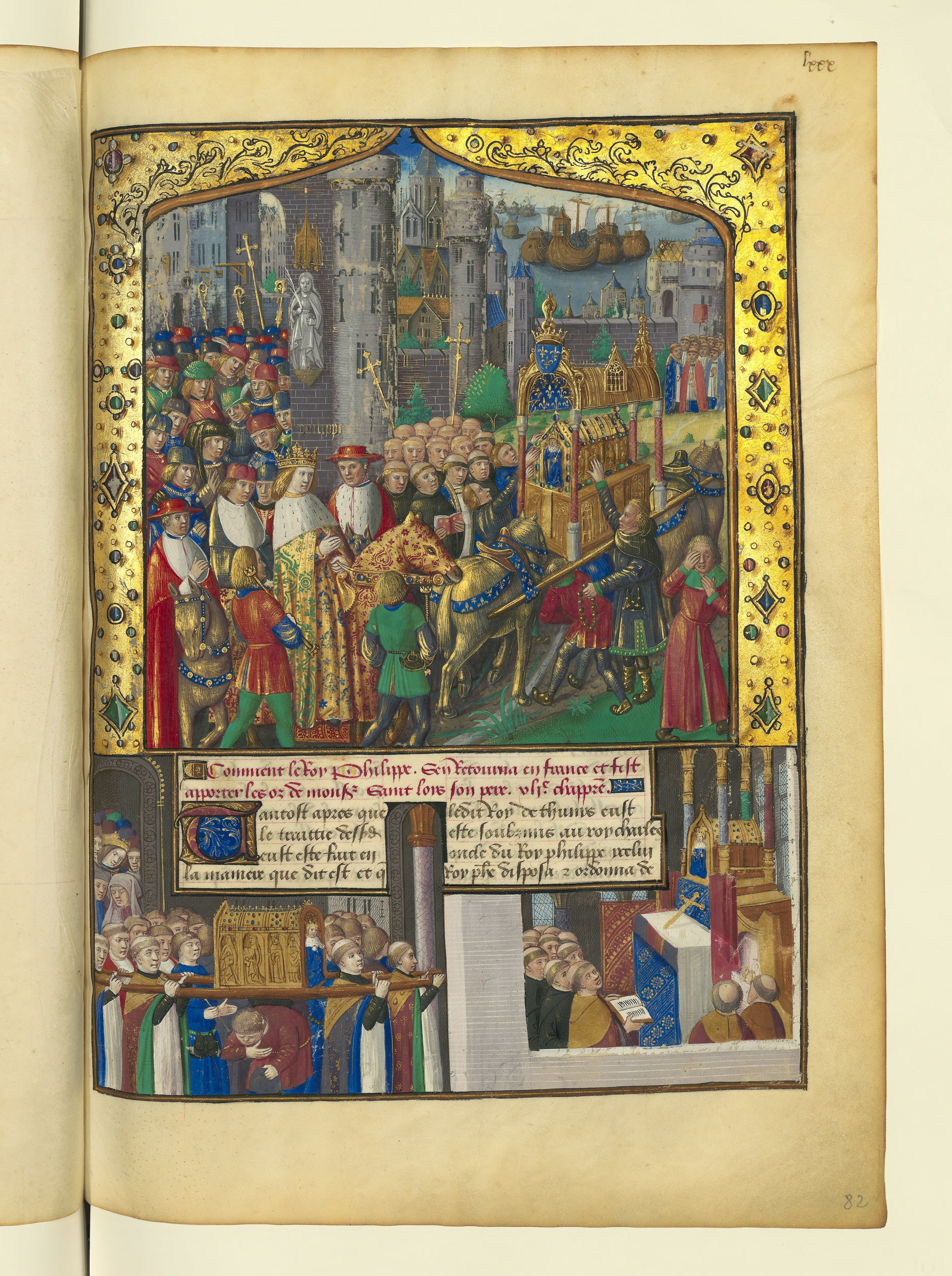
Exemple des jeunes pages élancés et d'ecclésiastiques en rondeur. Différents visages expressifs. Convoi funèbre de Louis IX, f.82r.

La dernière caractéristique du maître est son souci du réalisme et du détail, que l'on retrouve chez les Primitifs flamands. Ainsi, il accorde un soin particulier à la représentation des animaux, des instruments de musique, des différents métiers et de leurs outils. Ce réalisme est parfois poussé jusqu'à l'outrance dans les scènes violentes de guerre ou de meurtre, qu'elles concernent les batailles de saint Louis ou le siège de Rhodes. Le souci du détail se retrouve également dans les vêtements des personnages, notamment les costumes liturgiques, qui permettent de distinguer aisément le rôle de chacun. Les coiffures font elles aussi l'objet d'un soin spécifique. Les coloris de ces miniatures sont particulièrement riches, avec de l'or pour réaliser les reliefs et les modelés et l'alternance de couleurs chaudes et froides. Cette pratique tranche foncièrement avec les couleurs pâles en vigueur dans l'enluminure parisienne de l'époque. L'usage des couleurs est bien maîtrisé et le peintre les applique sur la page par touches successives, technique semblant indiquer qu'il a pu réaliser aussi bien des tableaux que des enluminures.

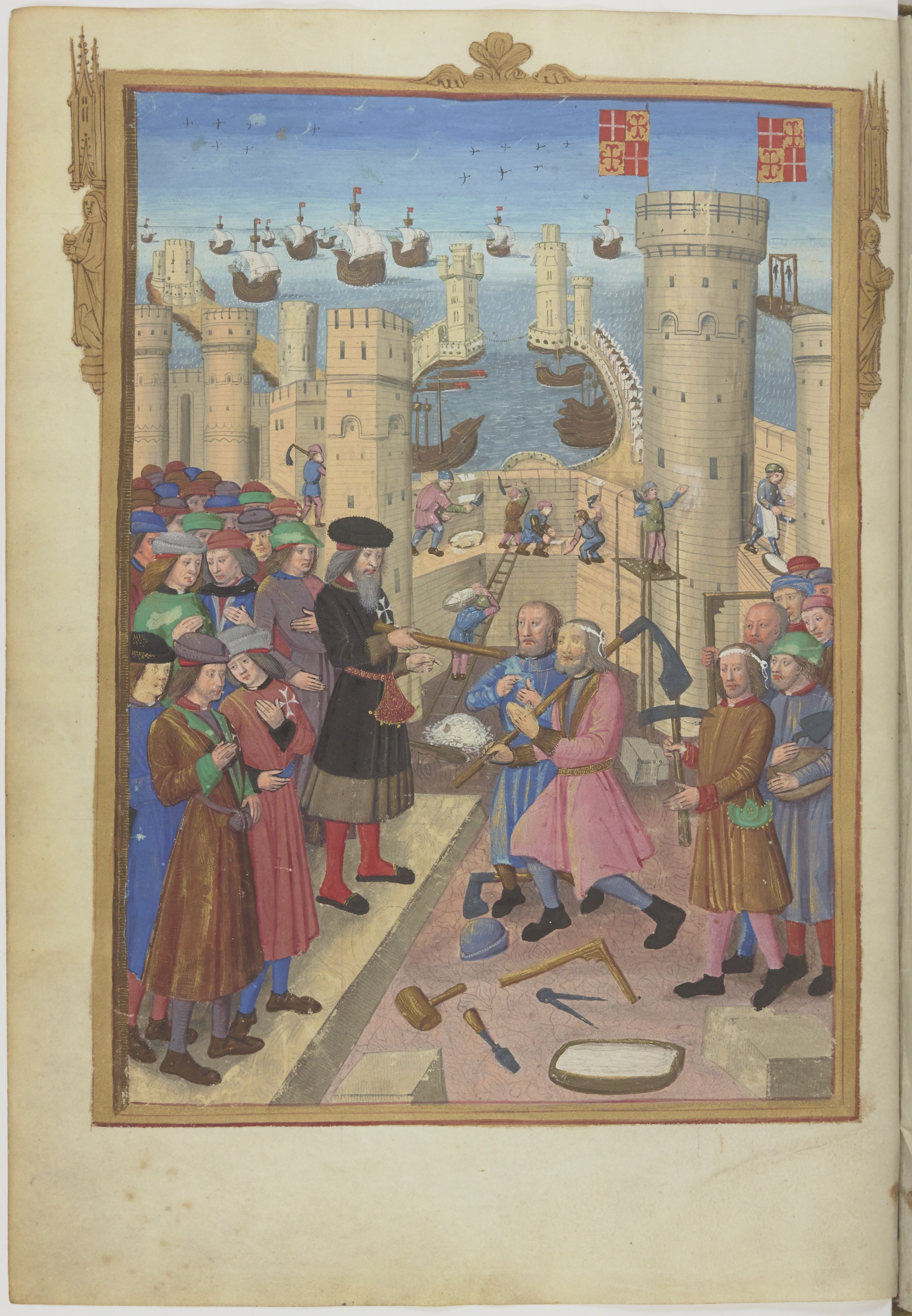
Détail du travail des maçons et nature morte d'outils, Pierre d'Aubusson visitant les travaux de fortification de Rhodes, f.9v.
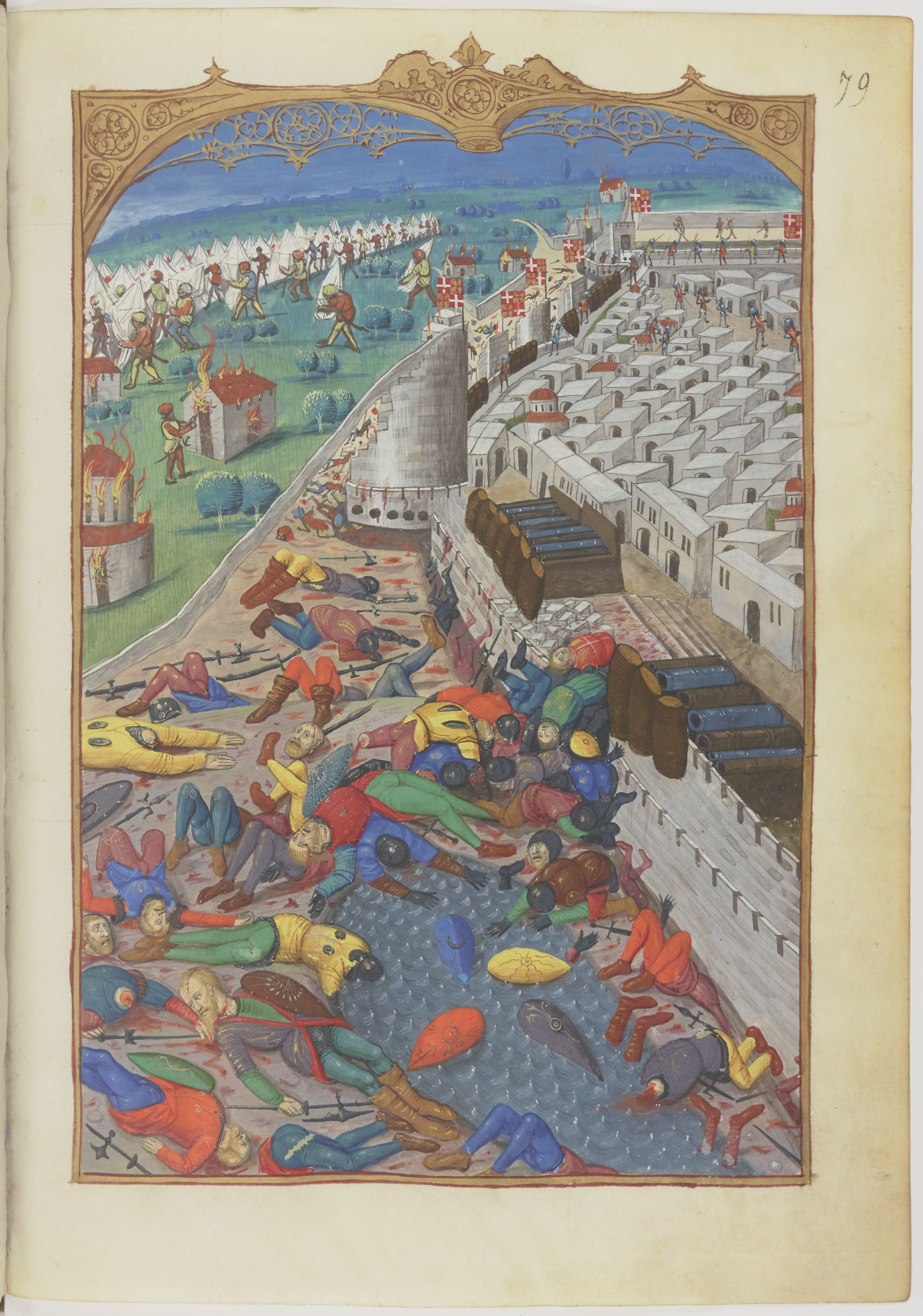
Scène sanglante d'après bataille, La levée du siège de Rhodes par les Turcs, f.79r.
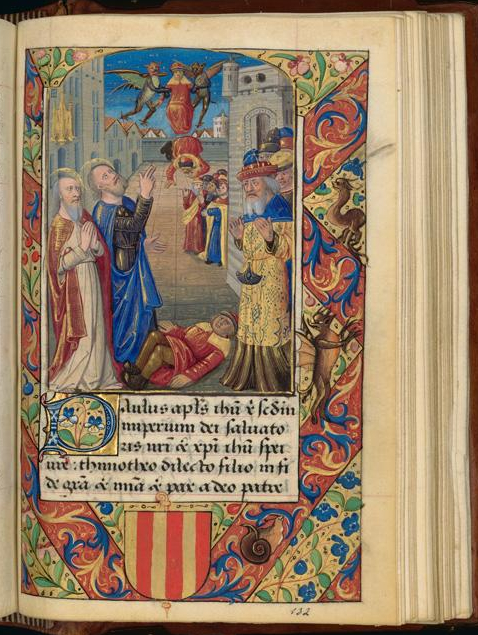
Qualité du rendu des vêtements et des couleurs, La Chute de Simon le magicien devant saint Paul, f.132r.

## Œuvre

### Œuvres majeures

#### Livre des faiz Monseigneur saint Loys, BNF Fr.2829
Il s'agit d'une compilation des épisodes de la vie de Louis IX et des miracles ayant eu lieu après sa mort sur son tombeau, écrite par un auteur anonyme. Elle a été commandée par Charles II de Bourbon, cardinal et archevêque de Lyon vers 1480-1482, qui y trouve l'occasion de glorifier son ancêtre. L'ouvrage était destiné à l'une des femmes de son frère, le duc Jean II de Bourbon, qui, d'après la date du manuscrit et certains indices héraldiques, pourrait être Jeanne de France (1435-1482). Il s'agit de l'ouvrage le plus ambitieux enluminé par le maître anonyme et celui qui lui a donné son nom de convention. Il est de grand format, sur le modèle des Grandes Chroniques de France tandis que les autres livres hagiographiques sont habituellement plus petits. Tous les chapitres de l'ouvrage sont enluminés : le prologue (miniature de dédicace), les 41 chapitres de la vie du roi (f.7-f.83) puis les 75 miracles du saint (f.84-115v), un chapitre sur sa canonisation et une conclusion soit 122 miniatures au total dont 48 en pleine page. Le maître développe ici un programme iconographique original tout en restant très proche du texte. D'après François Avril, de légères différences dans certaines miniatures semblent indiquer l'intervention d'un atelier,. Saint Louis y est représenté d'une manière différente en fonction de ses différents rôles, selon qu'il incarne le monarque, mais aussi l'époux, le père ou encore une figure christique.

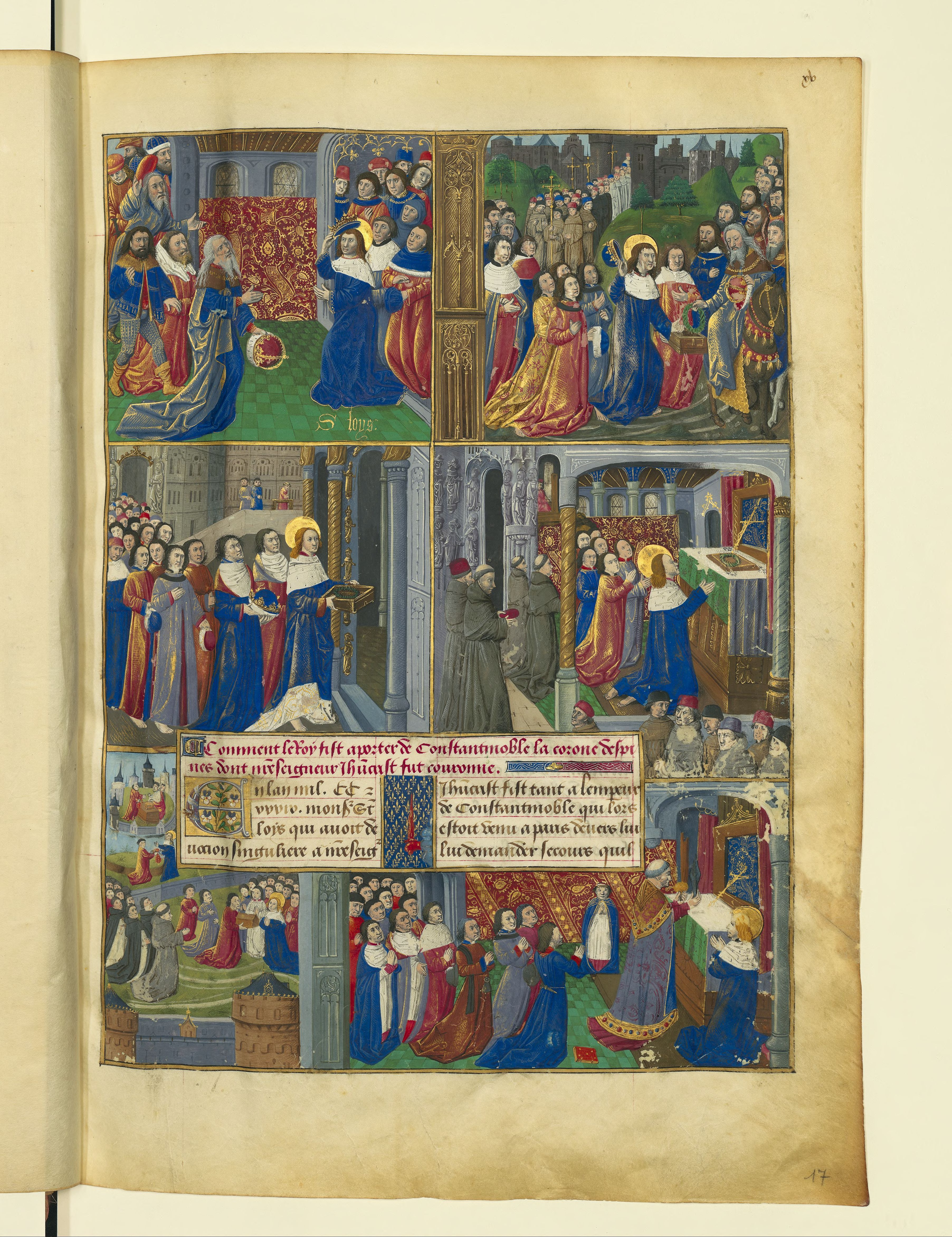
Louis IX installant la couronne d'épines à la Sainte-Chapelle, f.17r.
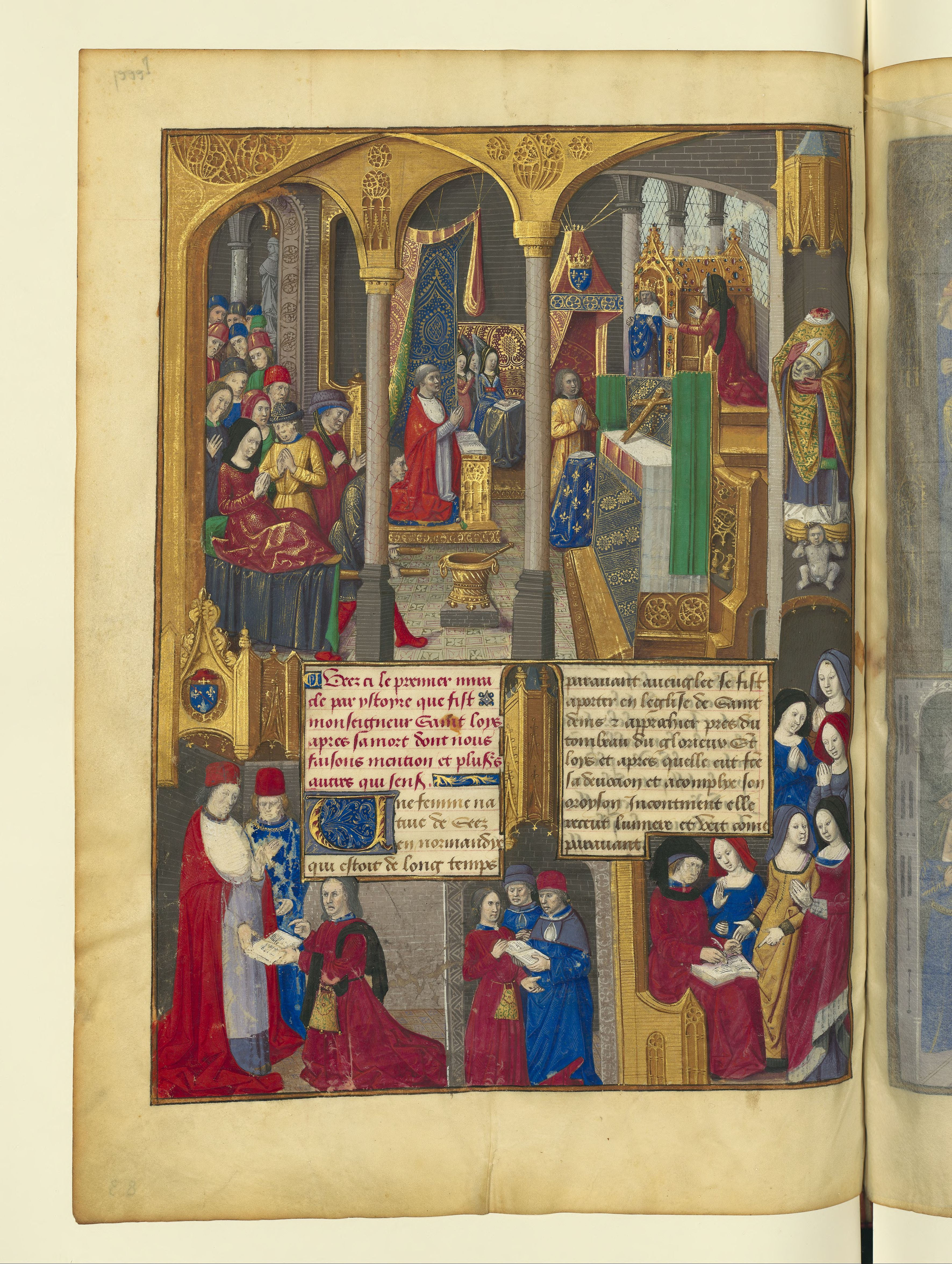
Miracles à l'abbatiale de Saint-Denis et scène de dédicace avec le cardinal de Bourbon, f.83v.
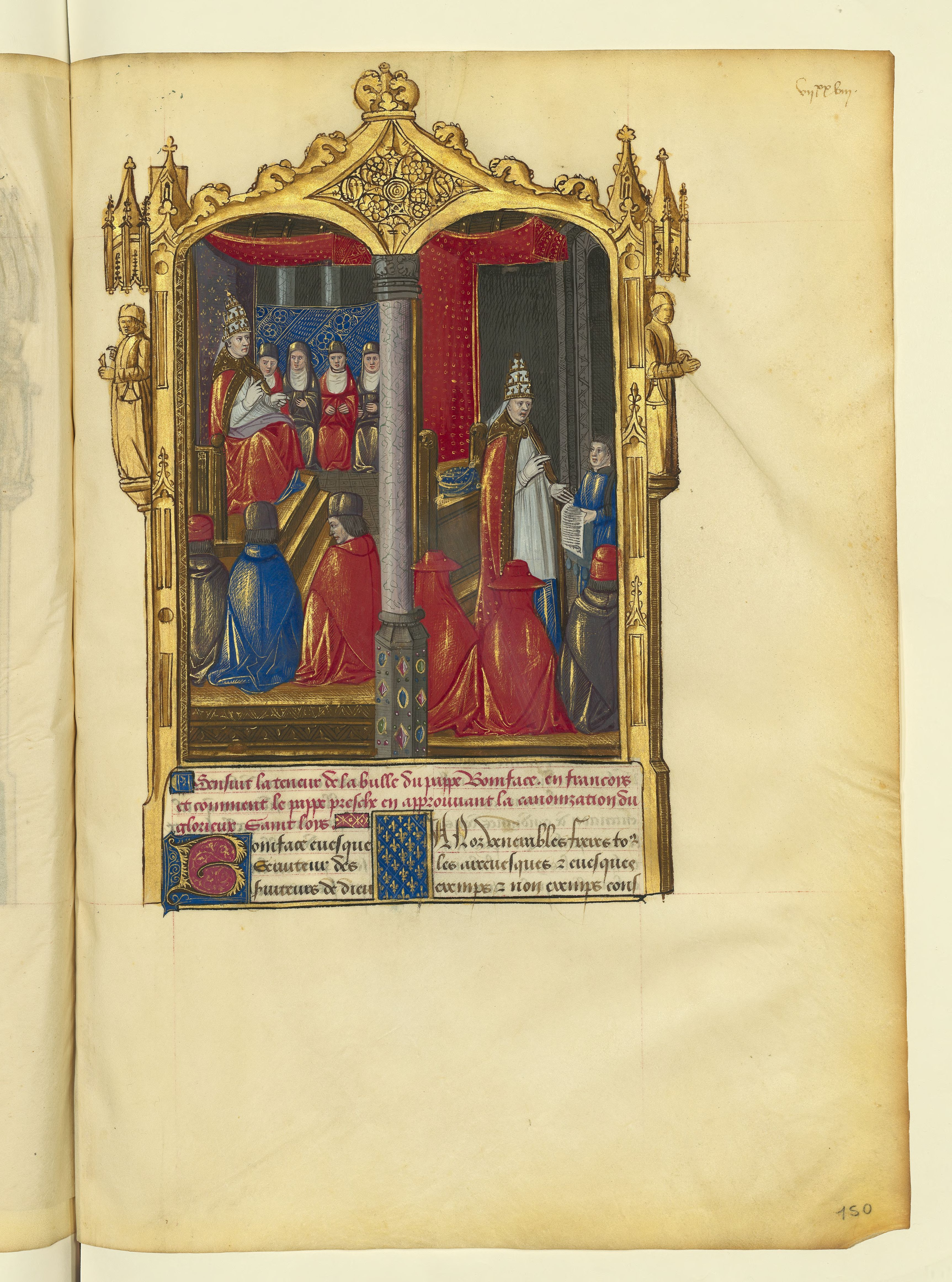
Boniface VIII reconnaissant la canonisation de Louis IX, f.150

#### Gestorum Rhodie obsidionis commentarii(La Geste de Rhodes), BNF Lat.6067
L'ouvrage de Guillaume Caoursin, vice-chancelier de l'ordre de Saint-Jean de Jérusalem, daté de 1483, raconte le siège de Rhodes trois ans plus tôt. C'est un exemple très rare de chronique évoquant des faits contemporains de sa rédaction, véritable œuvre de propagande pour l'ordre de chevalerie, destinée à convaincre les souverains d'Occident de soutenir leur combat contre les Turcs. L'ouvrage contient 51 miniatures en pleine page, dont 32 illustrant le siège proprement dit, 4 pour la mort de Mehmed II et 11 pour l'histoire de Zizim. Le manuscrit est destiné au grand-maître de l'ordre, Pierre d'Aubusson, chacune des miniatures ou presque le représentant,. Le brouillon du manuscrit de Caoursin, toujours conservé à la bibliothèque apostolique vaticane (Reg. Lat. 1847), contient une partie du cahier d'instruction destiné à l'enlumineur. Sont ainsi détaillés chaque monument, chaque personnage jusqu'au costume devant être représenté dans l'ouvrage. L'auteur y indique aussi qu'il transmet un tableau représentant la ville de Rhodes pour servir de modèle. Huit miniatures sont ainsi des vues topographiques de la ville dont quatre sont générales aériennes et les quatre autres de détails des fortifications.

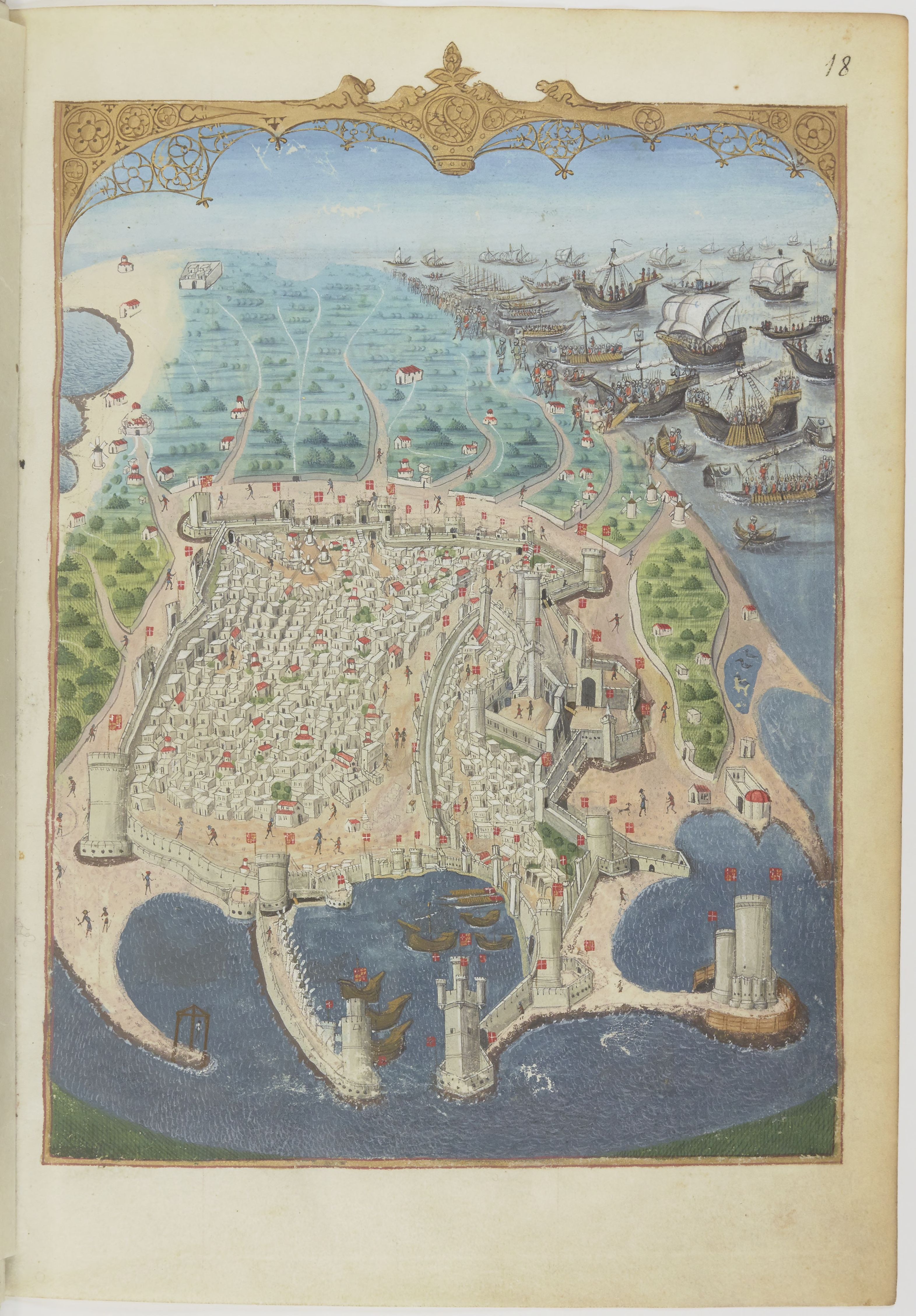
Vue générale de Rhodes à l'arrivée des Turcs, f.18r.
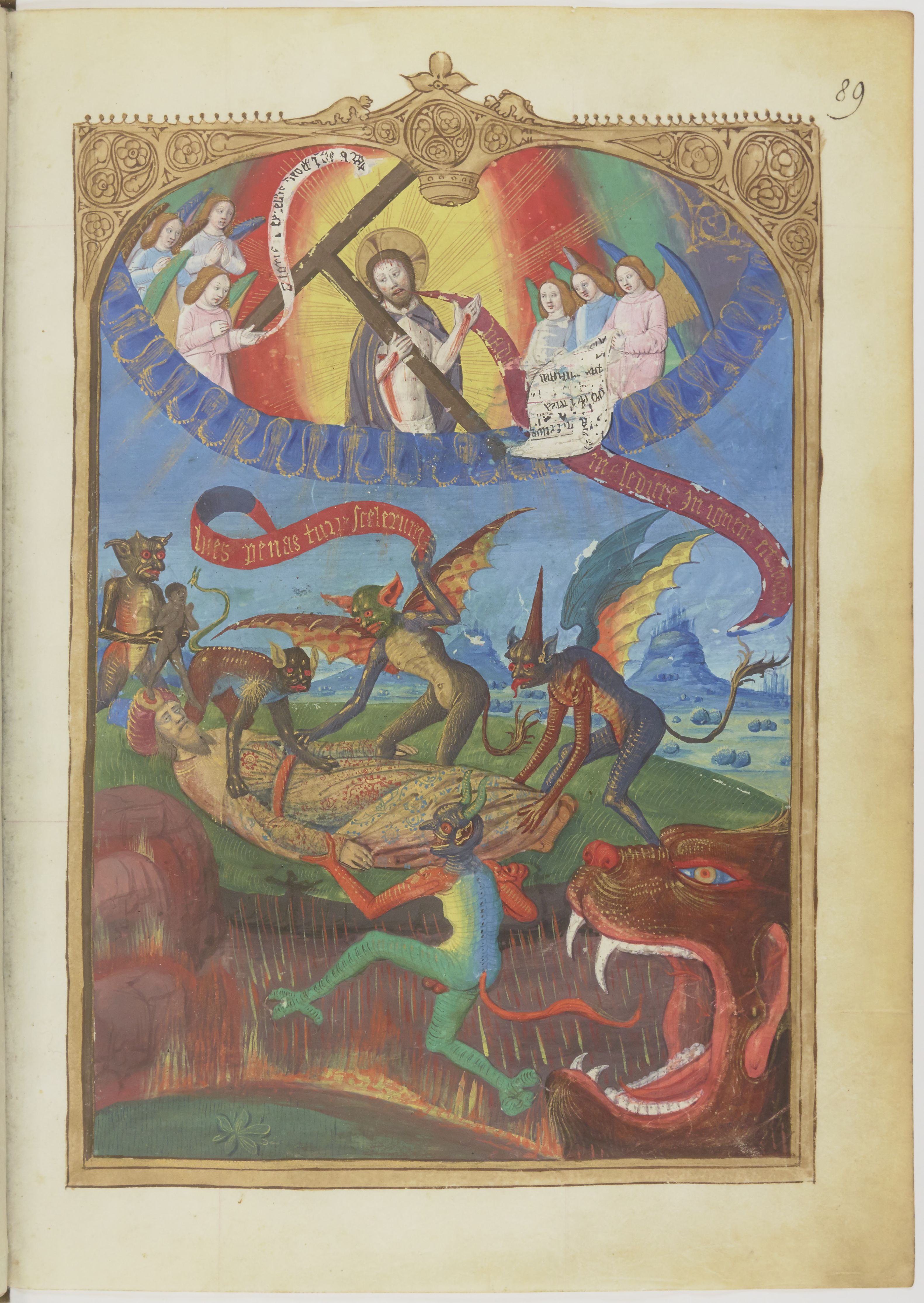
Mehmed II aux enfers, f.89r.
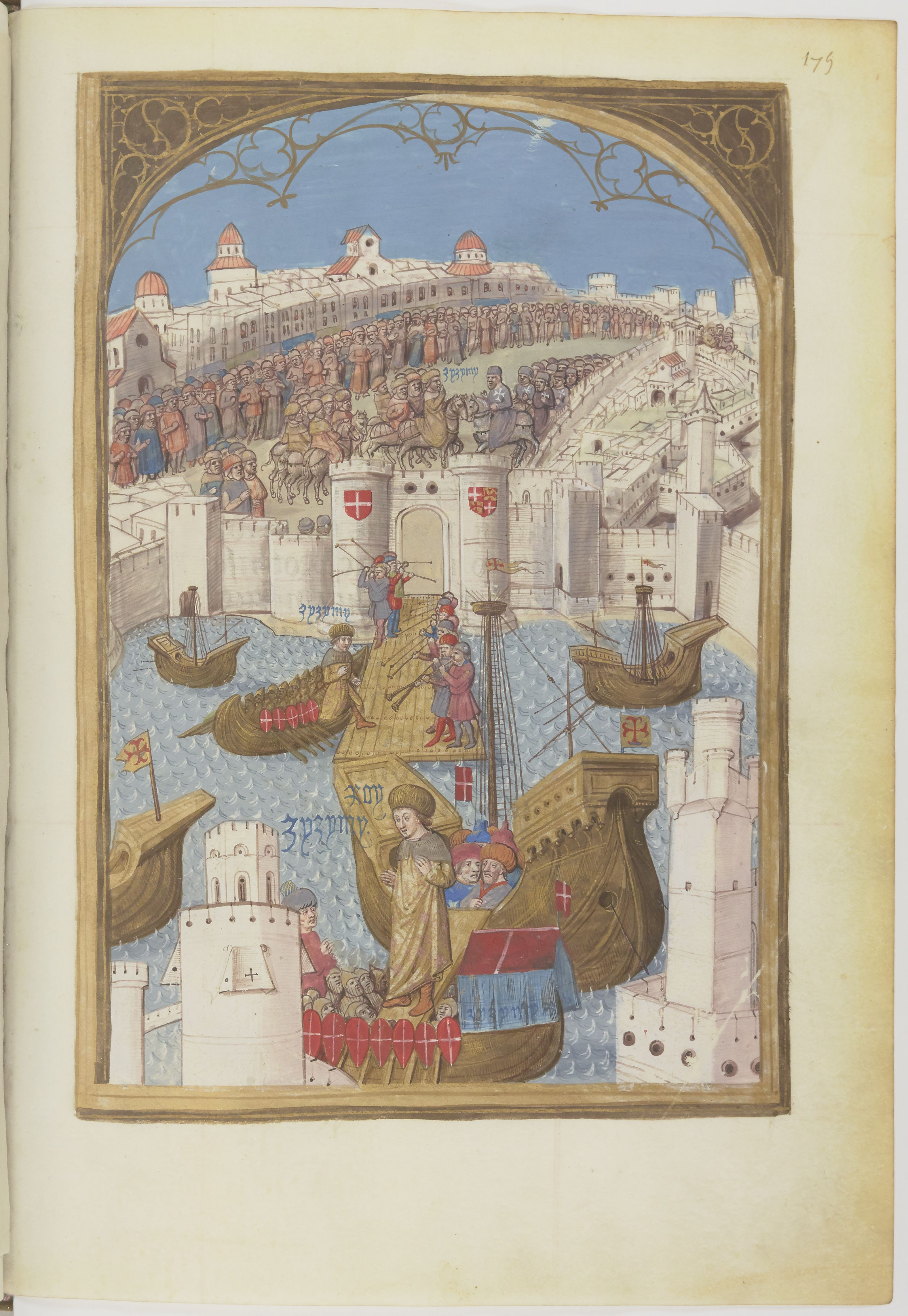
Arrivée du prince Zizim à Rhodes en 1482, f.175r.

### Livres d'heures
Quinze livres d'heures lui ont été attribués en tout ou partie, et un seizième a récemment été identifié et acquis par le J. Paul Getty Museum de Los Angeles. L'usage de ces livres est très variable : Paris, Amiens, Mâcon, Angers et reflète les origines très diverses des commanditaires. Tous possèdent une base de motifs iconographiques identiques. Cependant, deux livres se distinguent par leur grande qualité d'exécution et l'originalité de leurs compositions : il s'agit des heures de Mâcon et les heures de la Librairie Tenschert. Les autres sont généralement réalisés plus rapidement et présentent des miniatures de qualité très variable, ce qui semble indiquer l'intervention de collaborateurs d'atelier.
| Titre                                     | Date           | Lieu de conservation | Description | Exemple d'enluminure                                           |
| ----------------------------------------- | -------------- | --- | --- | -------------------------------------------------------------- |
| Livre d'heures à l'usage de Paris         | vers 1480-1485 | Bibliothèque nationale de France, Lat.1382                                                                                                   | 12,5 × 9 cm, 109 folios, 10 grandes miniatures et 5 encadrements | Nativité, f.33                                                 |
| Livre d'heures à l'usage de Paris         | s.d.           | Librairie Heribert Tenschert, Zürich/Ramsen, Suisse                                                                                          | 14 × 10 cm, 324 folios, 25 miniatures dont une en pleine page. |                                                                |
| Livre d'heures à l'usage de Paris         | s.d.           | Brotherton Library, Université de Leeds, ms.5                                                                                                | 18 × 12. cm, 222 folios, 12 miniatures et 6 lettrines historiées. | Annonciation, f.39r.                                           |
| Livre d'heures à l'usage d'Amiens         | vers 1482-1500 | Bibliothèque municipale de Caen | Destiné à Pierre Versé, évêque d’Amiens de 1482 à 1501. 15,7 × 11,3, 104 folios, 2 miniatures en pleine page, 21 grandes miniatures, 4 petites et 24 miniatures de calendrier.          | Saint Claude bénissant le commanditaire, Pierre Vercey, f.94v. |
| Livre d'heures à l'usage de Mâcon         | s.d.           | Collection particulière, anc. coll. Siraudin                                                                                                 | 18 × 12 cm, 242 folios, 18 miniatures, toutes attribuées au maître sauf une attribuée à un suiveur de Maître François.                                                                  | Rencontre d'Anne et de Joachim à la porte d'or, f.17v.         |
| Livre d'heures à l'usage de Rome          | vers 1490      | Bibliothèque municipale de Grenoble, Ms.1010                                                                                                 | 19,4 × 13,1 cm, 169 folios, 17 miniatures dont deux seulement du maître. | Job sur son tas de fumier, f.141r.                             |
| Livre d'heures à l'usage de Paris         | s.d.           | Collection particulière, passé en vente chez Sotheby's le 19 mai 1958, lot 78 et le 12 décembre 1967, lot 23                                 | 17 × 11 cm, 194 folios, 21 grandes miniatures, 11 petites et 24 miniatures de calendrier                                                                                                |                                                                |
| Heures de Pierre Le Clerc                 | 1481           | Passé en vente chez Sotheby's le 22 juin 1982 (lot 81), collection Rosenberg ms.20, puis en vente chez Christie's le 23 avril 2021 (lot 12)  | 14,6 × 9,7 cm, 144 folios. Destiné à Pierre Le Clerc, baron de La Forêt-Le-Roi, pour la naissance de son fils François ? 7 miniatures en pleine page et 31 grandes miniatures.          | David et Bethsabée, f.86r.                                     |
| Livre d'heures à l'usage de Rome          | s.d.           | Collection particulière, passé en vente chez Sotheby's le 10 décembre 1980, lot 109 avec un autre fragment détaché le 3 juillet 1984, lot 76 | 15,2 × 10,8 cm, 101 folios. 14 miniatures dont 7 du maître et 7 autres ajoutées par la suite par le Maître des Prélats bourguignons.                                                    |                                                                |
| Livre d'heures à usage indéterminé        | s.d.           | Collection particulière, passé en vente chez Sotheby's le 19 juin 1914, lot 137                                                              | 12,7 × 7,6 cm, 200 folios, 13 grandes miniatures, 12 petites et des miniatures de calendrier, en collaboration avec le Maître des Prélats bourguignons.                                 |                                                                |
| Livre d'heures à l'usage d'Angers         | vers 1480-1485 | BNF, Smith-Lesouëf 24 | Fragment d'un livre d'heures d'Antoine de Chourses et Catherine de Coëtivy. 5 folios de 13 × 8,5 cm contenant 5 miniatures.                                                             | Nativité, f.1                                                  |
| Livre d'heures à l'usage de Rome          | s.d.           | Bibliothèque municipale d'Autun, S.191 | 12,4 × 9 cm, 189 folios. 6 miniatures dont les 2 dernières attribuées au maître, les autres étant du Maître de la Chronique scandaleuse.                                                | Sainte Christine, f.187                                        |
| Livre d'heures à l'usage de Rome          | s.d.           | Collection particulière, passé en vente chez Sotheby's le 17 juin 1997, lot 80.                                                              | 17,3 × 12 cm, 111 folios. 20 grandes miniatures et 78 petites miniatures dans le calendrier.                                                                                            |                                                                |
| Livre d'heures à l'usage de Rome          | s.d.           | Collection particulière, passé en vente chez Christie's le 9 décembre 1983, lot 199                                                          | 15 × 9,4 cm, 138 folios, 4 grandes miniatures et 29 petites. |                                                                |
| Livre d'heures à l'usage inconnu          | s.d.           | Bibliothèque nationale de Russie, Saint-Pétersbourg, lat. O.v.I.,73                                                                          | Aucune information sur ce manuscrit |                                                                |
| Livre d'heures à l'usage de Rome et Paris | vers 1470-1480 | Collection particulière, passé en vente chez la maison de vente Alde à Paris le 25 octobre 2018, lot 181.                                    | 17,4 × 12 cm, 159 folios, 3 grandes miniatures dont 1 attribuée au maître. | David en prière, fo 93 ro.                                     |
| Heures Poncher                            | vers 1500      | J. Paul Getty Museum, New York, Ms.109 | 13,8 × 9,8 cm. Commandées pour Denise Poncher. 1 grande miniature et 23 petites, les autres étant attribuées au Maître de la Chronique scandaleuse et au Maître de Jacques de Besançon. | La Dérision du Christ, f.60v.                                  |

### Livres religieux, historiques et moralisateurs
Parmi les autres manuscrits attribués au maître, se trouvent deux manuscrits liturgiques, trois chroniques historiques, deux livres moralisateurs. Trois autres ouvrages ne sont que des œuvres de collaboration dans lesquelles la part du Maître du Cardinal de Bourbon est ponctuelle.
| Titre                                                        | Date           | Lieu de conservation                                                                       | Description | Exemple d'enluminure                                         |
| ------------------------------------------------------------ | -------------- | ------------------------------------------------------------------------------------------ | --- | ------------------------------------------------------------ |
| Épîtres de saint Paul                                        | s.d.           | Bibliothèque Laurentienne, Florence, Ms Plut. 23.6                                         | 15,5 × 10,5 cm, 173 folios. Commandé par un membre de la famille d'Amboise (Jacques d'Amboise ?). Texte des Épîtres de Paul accompagnées d'un commentaire et illustrés de 13 miniatures.                                                                             | Arrestation de saint Paul, f.146                             |
| Pontifical à l'usage d'Amiens                                | vers 1480-1490 | Morgan Library and Museum, New York, M.347                                                 | 13,7 × 10,3 cm , 222 folios. Probablement commandé par Pierre Versé, évêque d'Amiens. 10 miniatures | La Confirmation, f.12                                        |
| Livre des faiz Monseigneur saint Loys jadis roy de France    | 1480-1482      | BNF, Fr.2829                                                                               | 37 × 26,5 cm, 164 folios. Histoire de saint Louis commandée par Charles II de Bourbon, cardinal et archevêque de Lyon. Manuscrit destiné à Jeanne de France. 45 pages enluminées et 78 miniatures.                                                                   | Le sacre de saint Louis, f.7r.                               |
| Gestorum Rhodie obsidionis commentarii de Guillaume Caoursin | vers 1483      | BNF, Lat.6067                                                                              | 28 × 19,5 cm, 225 folios. Ouvrage commandé par Pierre d'Aubusson, grand maître de l'ordre de Saint-Jean de Jérusalem, racontant le (siège de Rhodes en 1480 et les aventures de Zizim. 52 miniatures et 2 lettrines historiées.                                      | L'auteur remettant son ouvrage au commanditaire, f.3v.       |
| La Guerre des juifs de Flavius Josèphe                       | vers 1480-1485 | Musée Condé, Chantilly, Ms.776                                                             | 44,2 × 32 cm, 285 folios. Exemplaire destiné à Antoine de Chourses et sa femme Catherine de Coëtivy. 2 miniatures subsistantes. | Prise de Jérusalem par Antiochus, f.21                       |
| Livre de la mendicité spirituelle de Jean Gerson             | vers 1480      | BNF, Fr.1847                                                                               | 128 folios. Commandé par Jeanne de France. 5 grandes miniatures dont 1 attribuée au maître par Samuel Gras. | Homme dialoguant avec son âme, fo 1 ro.                      |
| Les douze périls d'enfer de Robert Blondel                   | vers 1484-1496 | Bibliothèque de l'Arsenal, Paris, ms. 5207                                                 | 34,6 × 23,5 cm, 107 folios. Copie destinée à Antoine de Chourses d'un manuscrit peint par Jean Colombe pour Charlotte de Savoie. | Scène de dédicace, f.1r.                                     |
| L’Estrif de Fortune et de Vertu de Martin Le Franc           | vers 1484-1496 | Musée Condé, Ms.295                                                                        | 32,5 × 22,3 cm, 153 folios. Manuscrit réalisé pour Antoine de Chourses ou sa femme Catherine de Coëtivy. 1 miniature de prologue. | La Raison écoute la Vertu et la Fortune, f.1r.               |
| Le livre des tournois du roi René                            | vers 1489      | BNF, Fr.2692                                                                               | 42 × 31,2 cm, 70 folios. Copie du livre de René d'Anjou commandé par Louis de Gruuthuse pour Charles VIII à l'occasion d'une ambassade en France. 30 miniatures attribuées au Maître du Boèce flamand et seule la miniature de frontispice est de la main du maître. | Louis de Gruuthuse offrant son ouvrage à Charles VIII, f.1r. |
| Des cas des nobles hommes et femmes de Boccace               | vers 1470      | Collection particulière, passé en vente chez Christie's à New York, le 19 mai 1995, lot 95 | 50 × 35 cm, 248 folios. Ancienne propriété de Nicolas-Joseph Foucault, 9 grandes miniatures et 79 petites, attribuées pour l'essentiel à l'atelier du Maître François, et 3 de la main du maître (f.67, 136v et 184).                                                |                                                              |
| De rebus Alexandri regis Macedonum de Quinte Curce           | vers 1468-1481 | Bibliothèque nationale autrichienne, Vienne Cod.2566                                       | 34,6 × 25 cm, 166 folios. Manuscrit commandé par Louis, Bâtard de Bourbon | Frontispice du manuscrit, fo 1 ro.                           |

### Autres propositions d'attribution d'œuvres

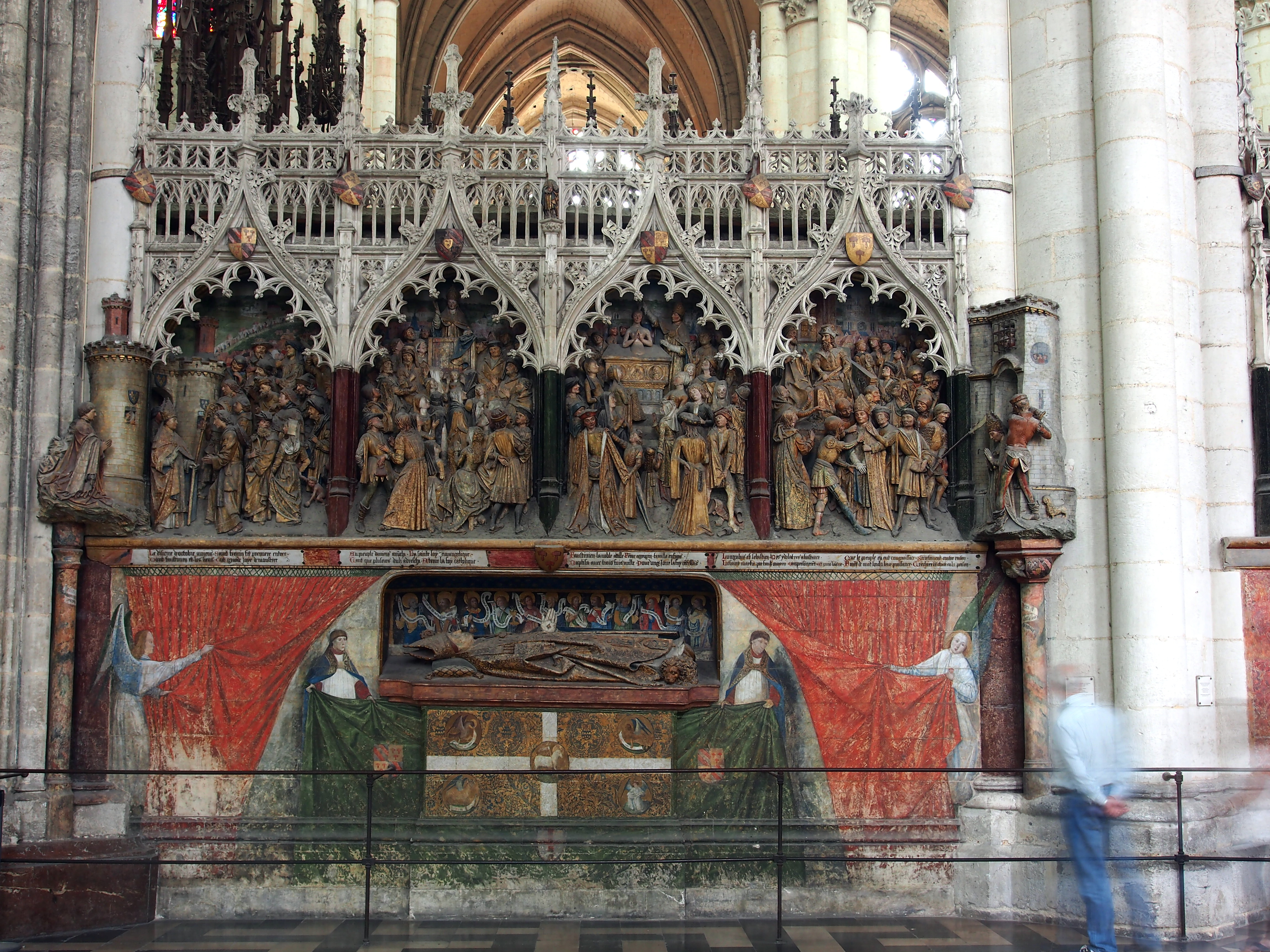
Enfeu de l'évêque Ferry de Beauvoir dans le chœur de la cathédrale d'Amiens.

Les enlumineures du Maître du Cardinal de Bourbon ont été rapprochées d'autres types d'œuvres. En effet, il était fréquent que les enlumineurs de la fin du XVe siècle fussent aussi des peintres et des fournisseurs de cartons pour d'autres supports comme le vitrail, la tapisserie ou la gravure, comme c'est par exemple le cas du Maître d'Anne de Bretagne à la même époque à Paris. La main du maître a ainsi été retrouvée dans certaines gravures par Isabelle Delaunay, telles des gravures sur bois dont il a peut-être réalisé les dessins, présentes dans un livre d'heures imprimé par Antoine Caillaut à Paris en 1489 et actuellement conservé à la Bibliothèque nationale de France (Vélins 1643).
Cette historienne de l'art reconnaît également la main du maître dans les peintures du tombeau de Ferry de Beauvoir dans le chœur de la cathédrale d'Amiens, commandé en 1489 par son neveu Adrien de Hénencourt, chanoine du chapitre de la cathédrale,. Tout autour de l'enfeu dans lequel repose le gisant de l'évêque, sont représentés en trompe-l’œil, des anges et des chanoines tirant un voile ouvrant sur le tombeau et sur une représentation des armoiries et de l'agneau mystique. Le chanoine de droite rappelle le personnage de saint Bernard dans les Heures de Mâcon. La peinture située derrière le gisant représente les apôtres, rappelant ceux, ou les rois mages, de ces mêmes heures. Cette attribution est cependant mise en doute par certains historiens.

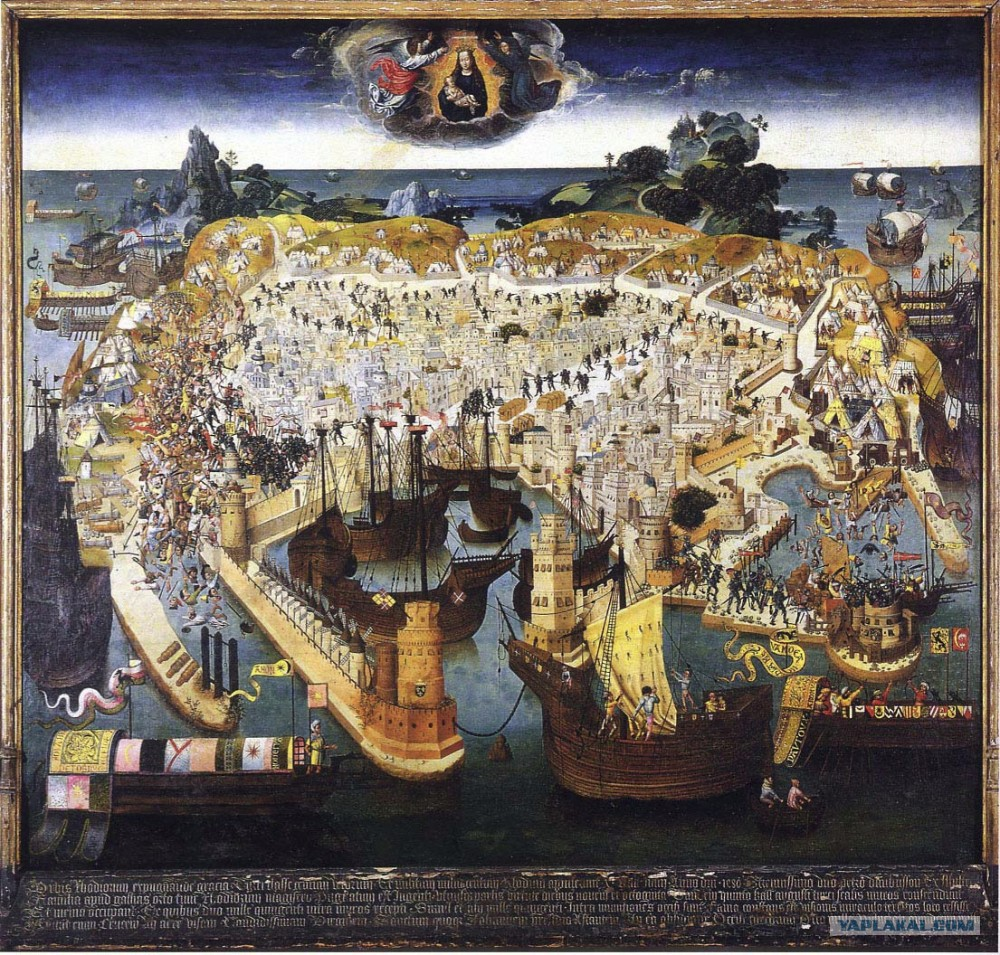
Le Siège de Rhodes par les Turcs en 1480, vers 1480-1483, Épernay.

Enfin, une peinture sur bois, aujourd'hui conservée à Épernay et représentant le siège de Rhodes, est parfois rapprochée du maître anonyme. C'est François Avril qui, pour la première fois, a fait le lien entre ce tableau, peut-être commandé par Louis XI au début des années 1480 pour la cathédrale Notre-Dame de Paris et le manuscrit de La Geste de Rhodes. En effet, quatre miniatures du manuscrit (folios 18, 32, 37v, 48v.) y montrent la même vue générale du siège de l'île et de la ville fortifiée ; de plus, les deux œuvres se caractérisent par une précision topographique très proche et un traitement d'inspiration flamande quasi identique des personnages et de la perspective atmosphérique. Pour autant, précise Fouquet, il est difficile de déceler avec certitude la main du Maître du Cardinal de Bourbon dans ce tableau.